# Galina Sjamrai
Galina Jakovlevna Sjamrai (Russisch: Галина Яковлевна Шамрай) (Tasjkent, 5 oktober 1931) is een voormalig turnster uit de Sovjet-Unie. Ze vertegenwoordigde haar vaderland op de Olympische Zomerspelen 1952 in Helsinki. 
Sjamrai won met haar landgenoten tijdens de spelen van 1952 de gouden medaille in de landenwedstrijd en de zilveren medaille in de landenwedstrijd draagbaar gereedschap, in de meerkamp eindigde zij als achtste.
Sjamrai behaalde haar grootste successen tijdens de wereldkampioenschappen turnen 1954 in Rome, zij werd wereldkampioene in de meerkamp en in de landenwedstrijd en won daarnaast nog twee zilveren medailles.
Sjamrai haar echtgenoot Anatoli Iljin won in 1956 de olympische gouden medaille in het voetbaltoernooi.

## Resultaten

### Olympische Zomerspelen
| Jaar | Plaats   | Resultaten                                                                                                   |
| ---- | -------- | --- |
| 1952 | Helsinki | landenwedstrijd landenwedstrijd draagbaar gereedschap 8e in de meerkamp 7e op balk 8e op vloer 8e op de brug |

### Wereldkampioenschappen
| Jaar | Plaats | Resultaten |
| ---- | ------ | --- |
| 1954 | Rome   | Landenwedstrijd · Meerkamp · landenwedstrijd draagbaar gereedschap · brug · 5e op sprong · 5e op balk · 5e op vloer |